# Anton Bergauer
Anton Bergauer, slovenski politik in magister organizacijskih znanosti, * 29. avgust 1950.

## Življenjepis
Leta 1996 je bil izvoljen v 2. državni zbor Republike Slovenije.
27. februarja 1997 je bil imenovan za ministra za promet in zveze Republike Slovenije; v državnem zboru ga je nadomestil Štefan Klinc.